# Gasteria disticha
Gasteria disticha là một loài thực vật có hoa trong họ Măng tây. Loài này được (L.) Haw. mô tả khoa học đầu tiên năm 1827.

## Hình ảnh

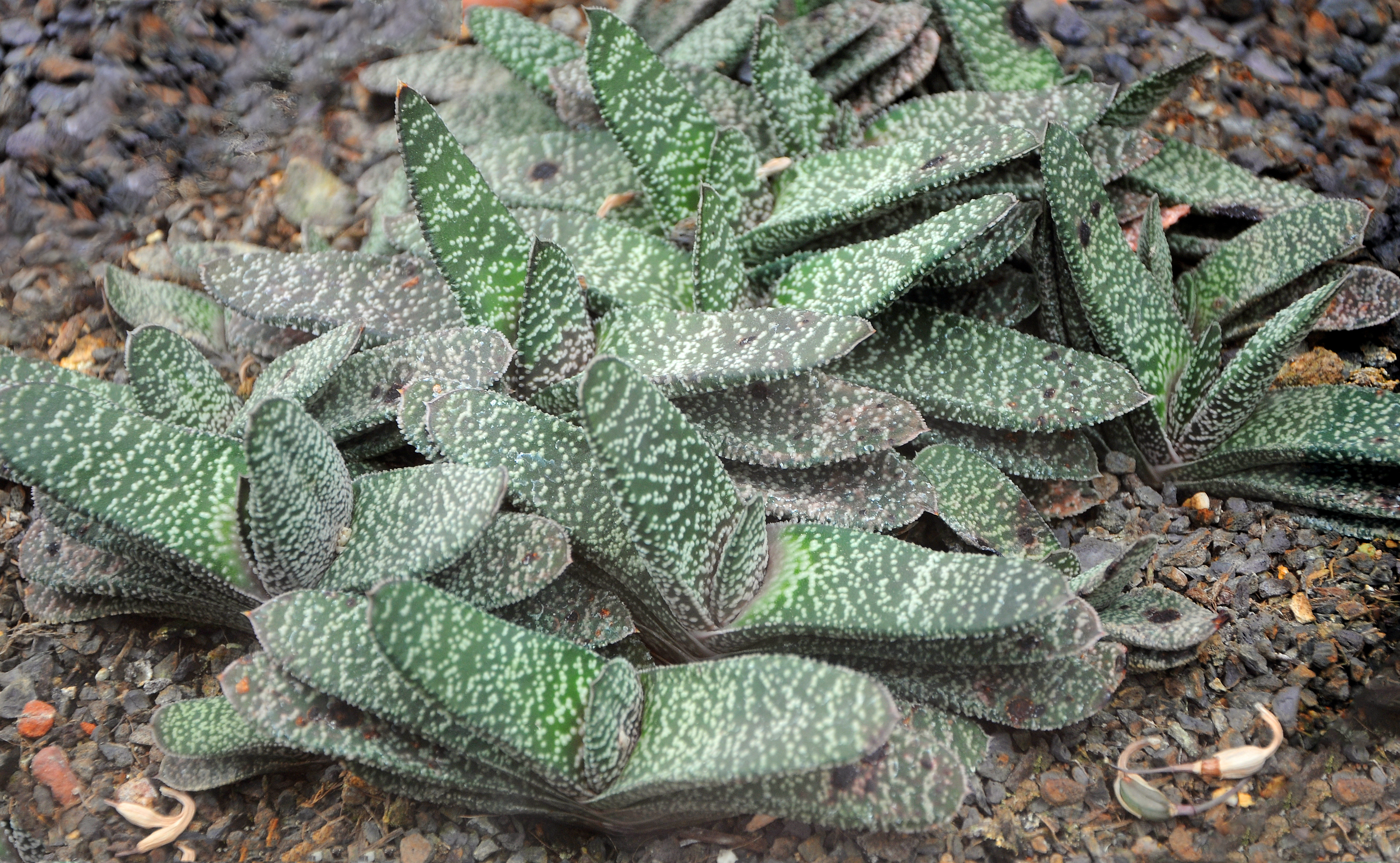
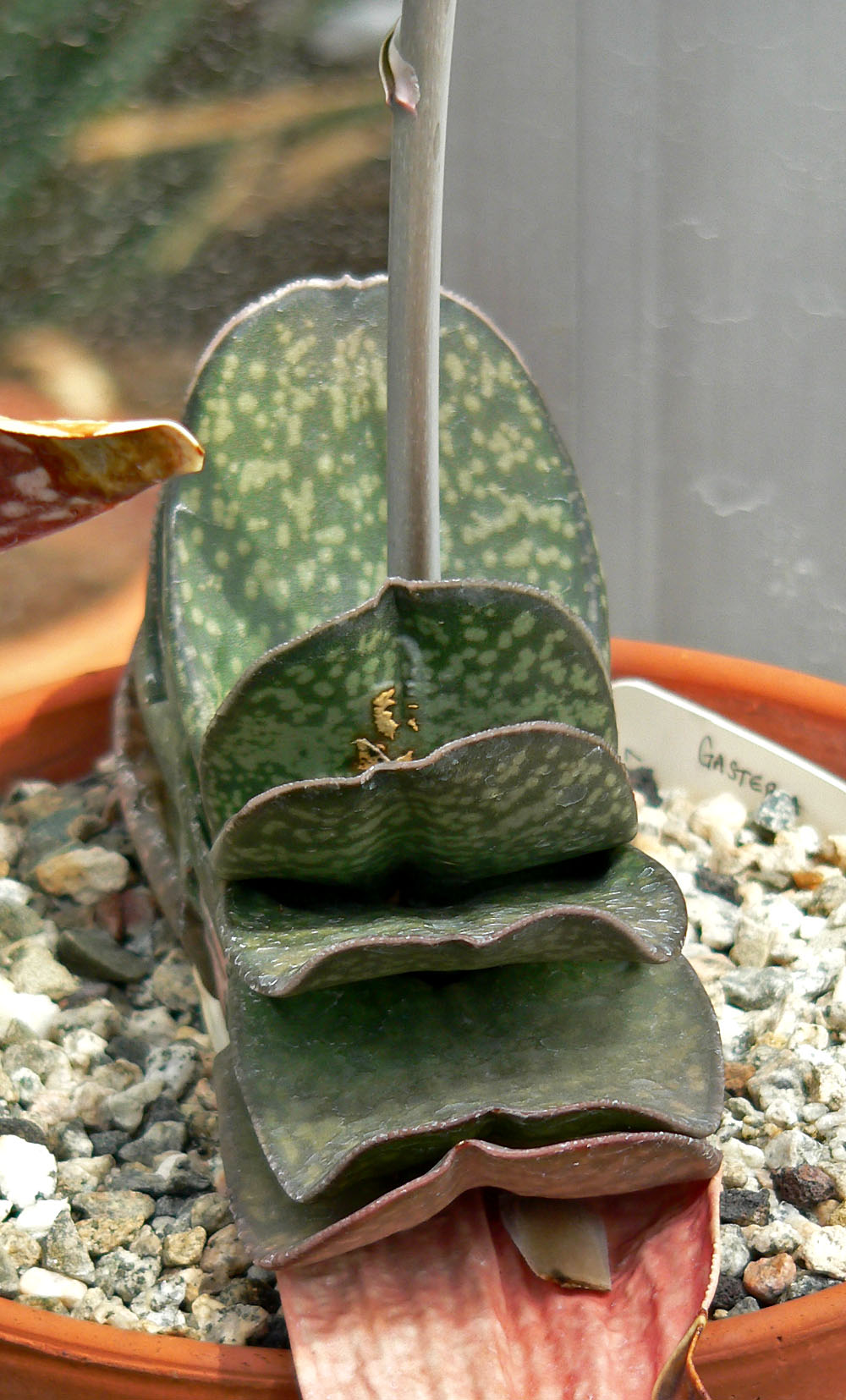